# Tmarus espiritosantensis
Tmarus espiritosantensis är en spindelart som beskrevs av Soares 1946. Tmarus espiritosantensis ingår i släktet Tmarus och familjen krabbspindlar. Inga underarter finns listade i Catalogue of Life.